# Rezerwat przyrody Cmentarzysko Jaćwingów
Cmentarzysko Jaćwingów – leśny rezerwat przyrody położony na terenie Szwajcarii (dawnej wsi) w granicach administracyjnych miasta Suwałki, około 5 km na północny wschód od centrum Suwałk. Powołany został Zarządzeniem Ministra Leśnictwa i Przemysłu Drzewnego z dnia 31 października 1959. Zajmuje powierzchnię 3,39 ha (akt powołujący podawał 4,12 ha). 

## Klasyfikacja rezerwatu
- Według głównego przedmiotu ochrony jest to rezerwat kulturowy (PKu) podtypu zabytków (za)[3].
- Według głównego typu ekosystemu jest to rezerwat leśny i borowy (EL) podtypu lasów mieszanych nizinnych (lmn)[3].

Według Zarządzenia celem ochrony rezerwatu jest zachowanie ze względów naukowych i dydaktycznych boru świeżego wraz z cmentarzyskiem kurhanowym użytkowanym w okresie od II do V wieku ery nowożytnej przez ludność kultury sudowskiej. Błędnie utożsamianej z ludem Jaćwingów. Rezerwat jest w rejestrze zabytków pod nr A-a-5.

## Walory przyrodnicze i kulturowe
Głównym walorem kulturowym są kurhany. Najbardziej charakterystyczną formą grobu był kurhan o zmiennej średnicy 6–21 m, zbudowany z kilku warstw kamieni. Na cmentarzysku występowały zarówno groby ciałopalne, jak i szkieletowe. Największe skupiska kurhanów usytuowane są w centralnej części rezerwatu na osi północ – południe na wyniesieniach terenu. Dziś większość grobów ulega zatarciu. Tylko niektóre z nich osiągają wysokość do 0,5 m i są kuliście obłożone kamieniami. Na części kurhanów porastają drzewa.
Teren rezerwatu położony jest na wyniesieniu i znajduje się na wysokości 183,5 m n.p.m. W drzewostanach gatunkiem panującym jest świerk, z domieszką sosny i dębu. Pod okapem na ok. 20% występuje podrost świerka i dębu. Występuje tu wiele gatunków roślin, jak przylaszczka pospolita, konwalijka dwulistna, sałatnik leśny, poziomka, orlica pospolita, szczawik zajęczy, gajowiec żółty, malina kamionka. Z roślin chronionych występują: lilia złotogłów (Lilium martagon), wawrzynek wilczełyko (Daphne mezereum), konwalia majowa (Convalaria majalis).